# گراشچنکوو
گراشچنکوو (انگلیسی: Gerashchenkovo) یک شهرک در بخش آلکسیفسکی استان بلگورود کشور روسیه است.